# Charles Dunne
Charles Dunne (* 13. Februar 1993 in Lambeth) ist ein irischer Fußballspieler, der beim Coleraine FC in der NIFL Premiership unter Vertrag steht.

## Karriere

### Verein
Charles Dunne wurde im Jahr 1993 als Sohn eines englischen Vaters und einer irischen Mutter in Londoner Stadtbezirk Lambeth geboren. Seine Fußballkarriere als Profi begann er im Jahr 2011 bei den Wycombe Wanderers in der dritten Liga in England. Für die Mannschaft aus der 50 Kilometer westlich von London gelegenen Stadt absolvierte er in drei Spielzeiten 44 Ligaspiele. Ab August 2013 stand er drei Jahre beim FC Blackpool unter Vertrag. Einen Tag nach seiner Verpflichtung wurde er für eine Saison an die Wycombe Wanderers verliehen. Von Februar bis Mai 2016 folgte eine Leihe zu Crawley Town. Von 2016 bis 2017 spielte er bei Oldham Athletic. Im Juni 2017 wechselte er zum FC Motherwell. Mit Motherwell erreichte er in seinem ersten Jahr das Finale im schottischen Ligapokal, das gegen Celtic Glasgow verloren wurde.

### Nationalmannschaft
Charles Dunne spielte am 15. November 2013 einmal für die irische U-21-Nationalmannschaft gegen die Färöer in einem Qualifikationsspiel für die U-21-Europameisterschaft 2015 in Tschechien.